# Hans Gieng

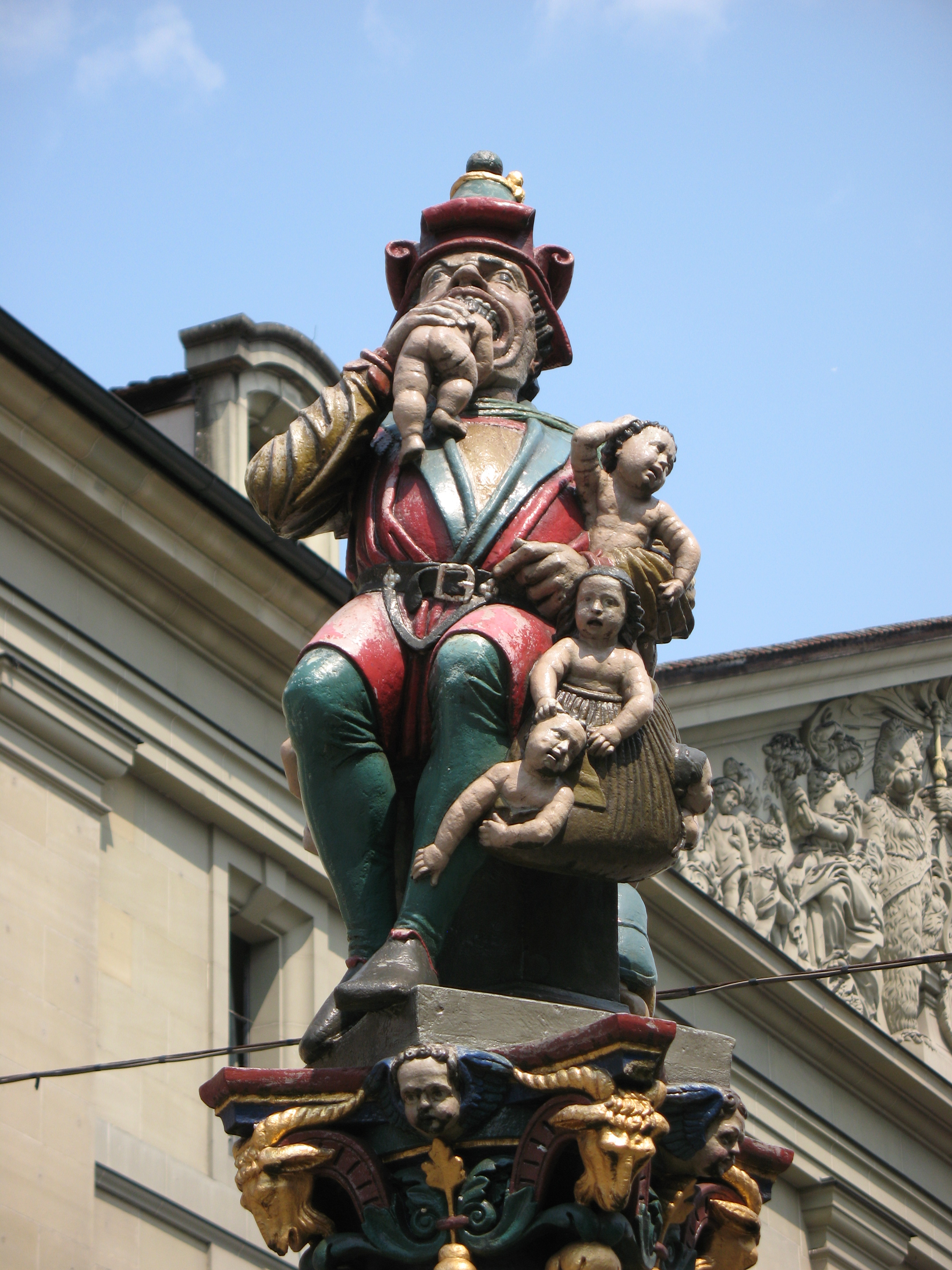
Der Kindlifresserbrunnen von Hans Gieng in Bern, Schweiz

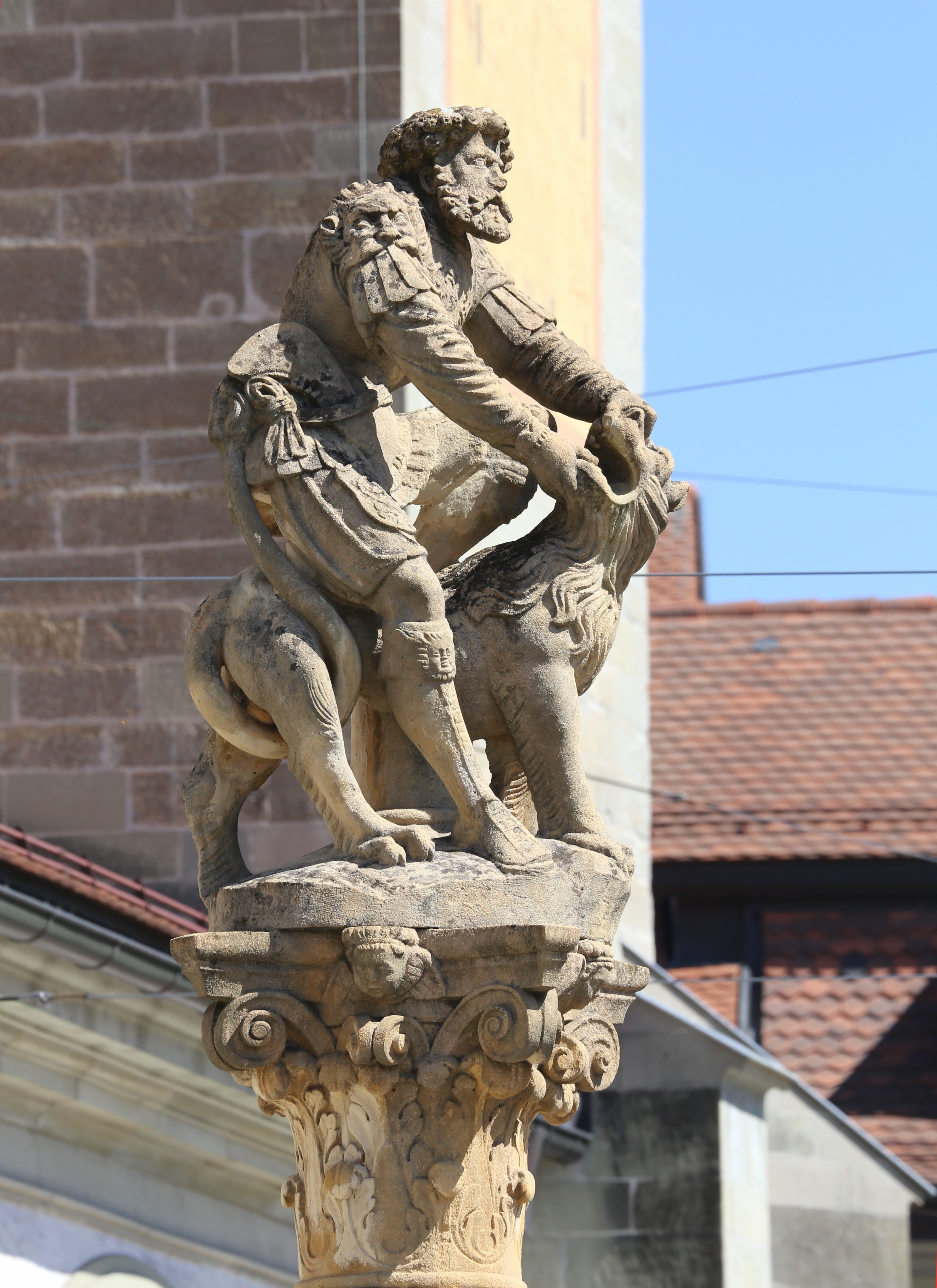
Samson-Brunnen von Hans Gieng, 1547, auf dem Liebfrauenplatz in Freiburg i. Üe.

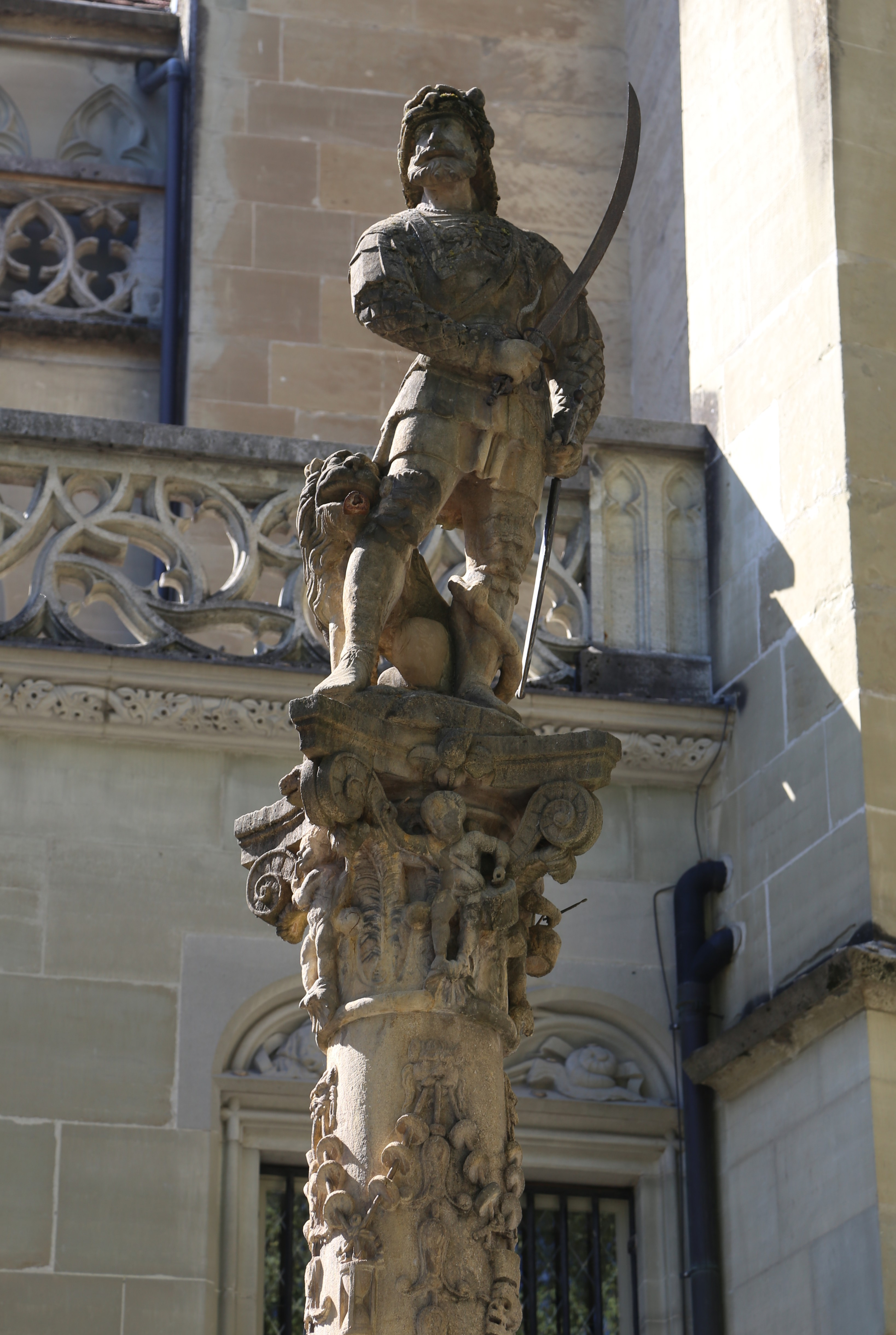
Hans Gieng: Brunnen der Tapferkeit, 1549–1550 in Freiburg i. Üe.

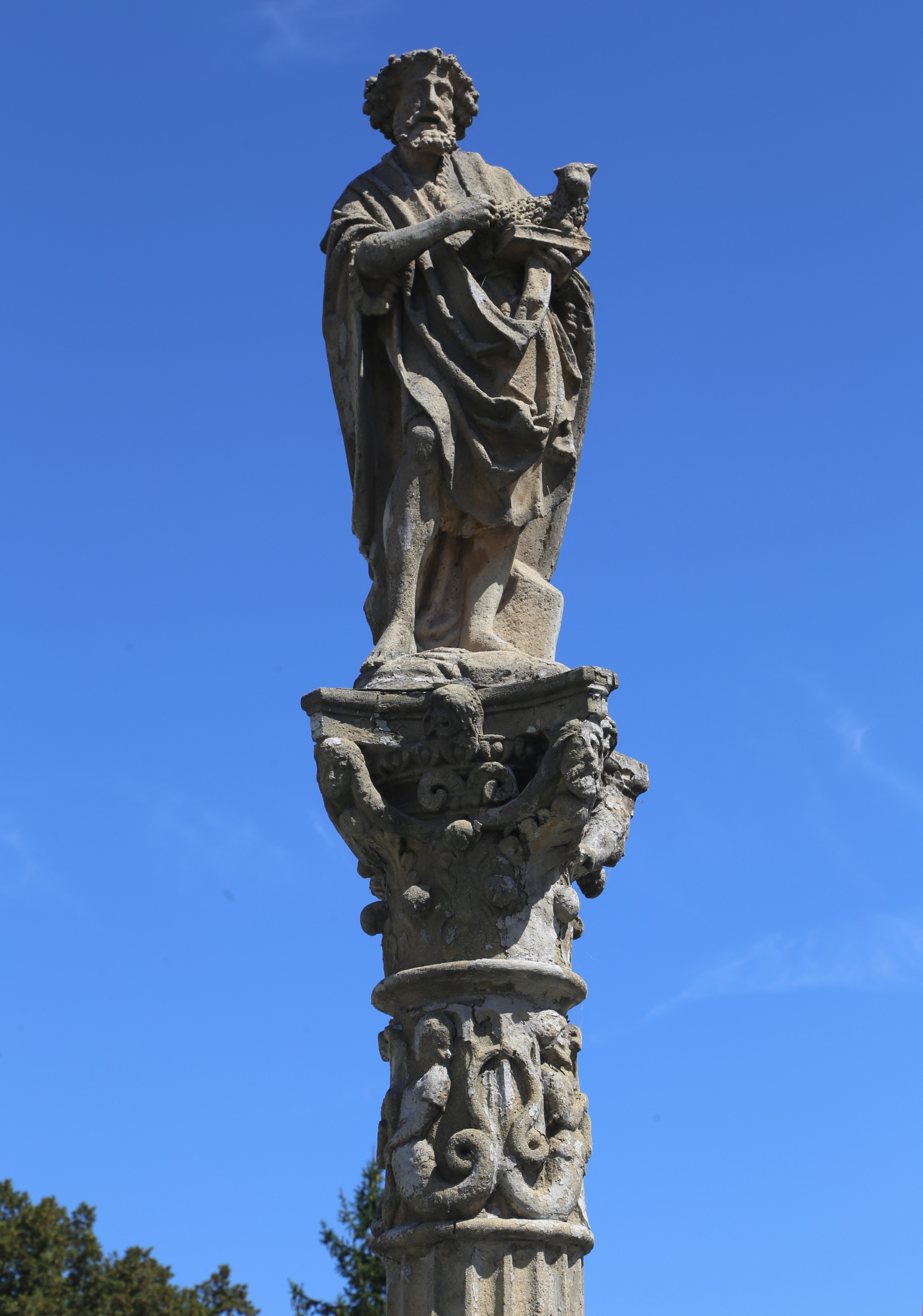
Johannes-Brunnen von Hans Gieng auf der Oberen Matte in Freiburg i. Üe.

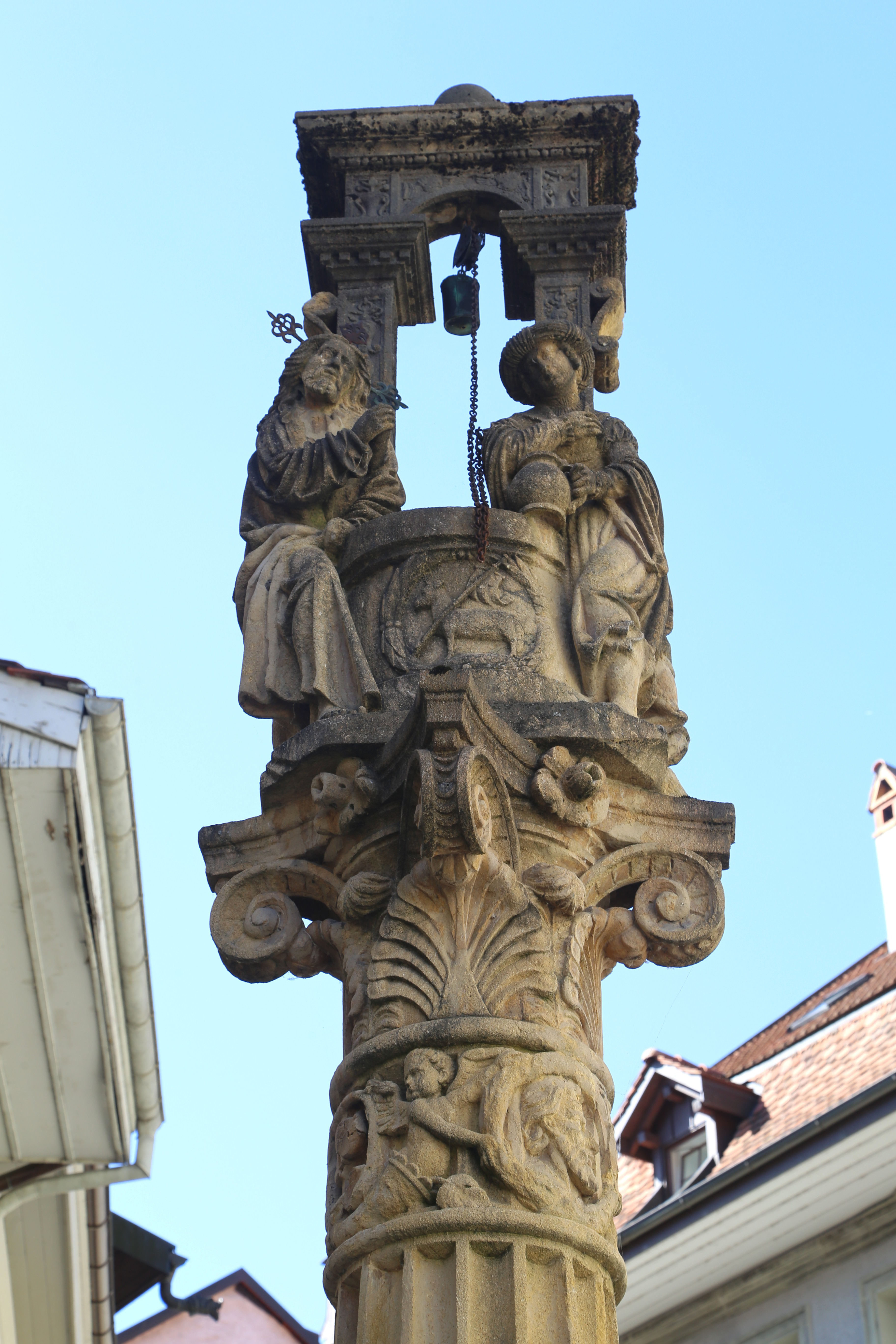
Brunnen der Samariterin, 1550–1551, von Hans Gieng, in der Samaritergasse in Freiburg i. Üe.

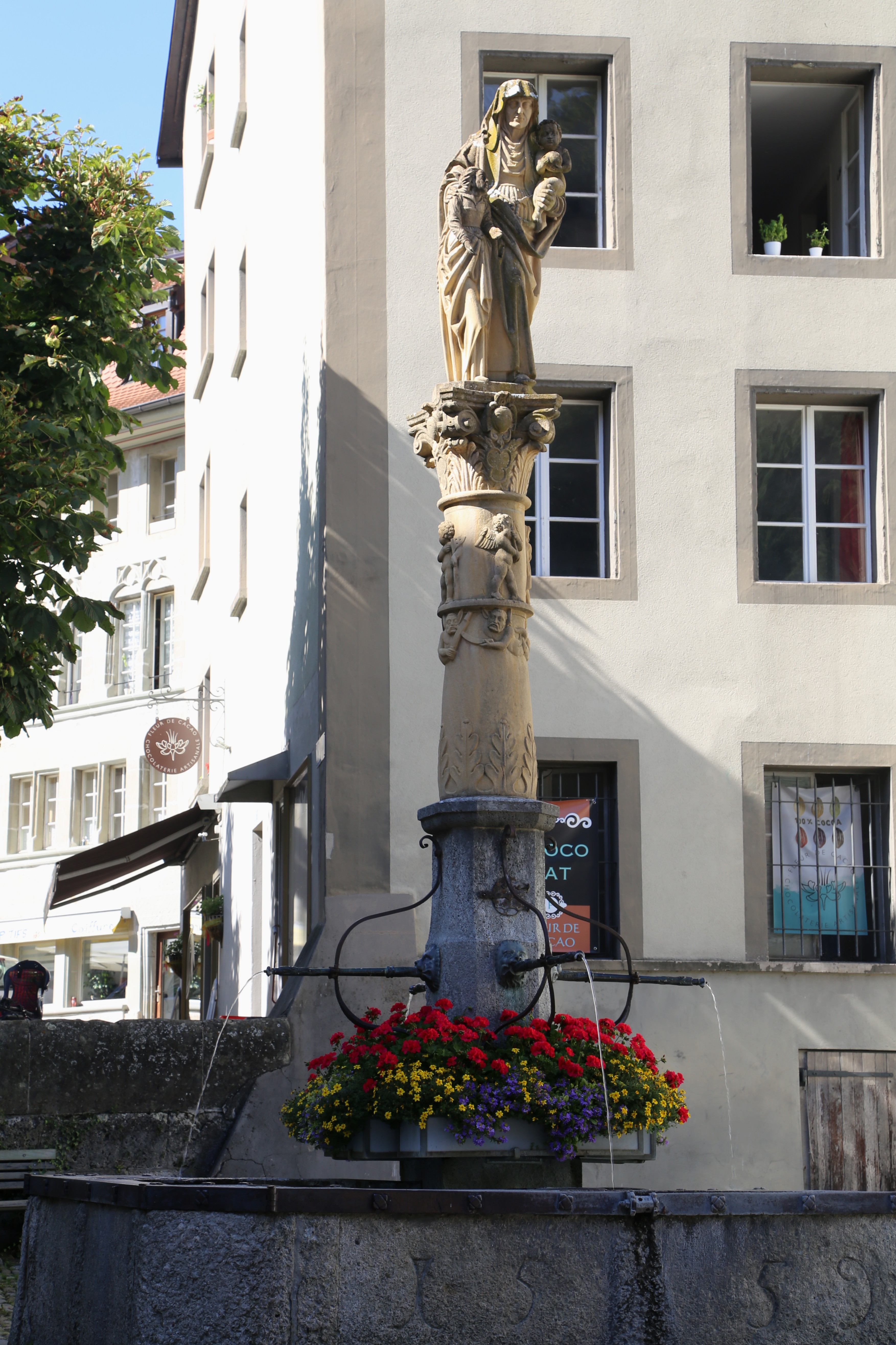
St. Anna-Brunnen, 1557–1559, von Hans Gieng, auf dem Klein-St.-Johann-Platz in Freiburg i. Üe.

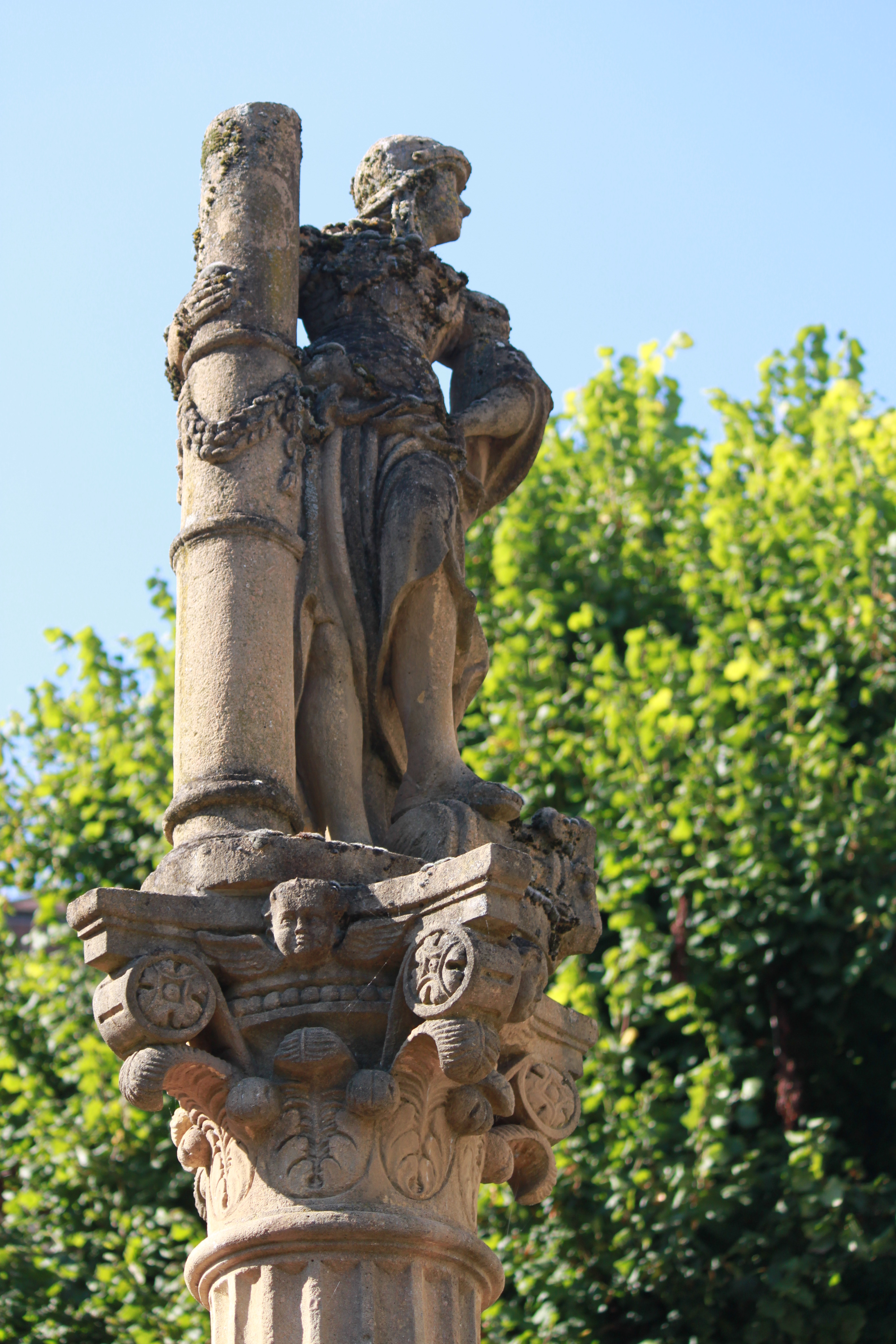
Stärkebrunnen von Hans Gieng, 1549–1550 an der Escaliers du Court-Chemin in Freiburg i. Üe. Dargestellt ist Fortitudo, eine der Kardinaltugenden, in Helm und Harnisch.

Hans Gieng († 1562 in Freiburg im Üechtland) war ein Schweizer Bildhauer vermutlich schwäbischer Herkunft. 1527 wurde er Bürger von Freiburg und Mitglied der dortigen Krämerzunft. Ab 1540 arbeitete er auch in Bern, wo er mindestens drei der Figurenbrunnen in der Berner Altstadt schuf. Von 1554 bis 1556 war er in Solothurn tätig und ab 1557 in St. Gallen. 1547 bis 1560 errichtete er die sieben öffentlichen Renaissancebrunnen in Freiburg.

## Biografie
Vermutlich schwäbischer Herkunft, war Hans Gieng der unmittelbare Nachfolger von Hans Geiler. Bis zu dessen Tod ist es häufig unklar, welcher der beiden gemeint ist, wenn «Hans der Bildhouwer» in den Quellen genannt wird. In den folgenden Jahrhunderten wurden Geiler und Gieng oft miteinander verwechselt, doch Untersuchungen um die Mitte des 20. Jahrhunderts erbrachten den klaren Nachweis, dass es sich um zwei verschiedene Personen handelt.
1527 wird Gieng als Mitglied der Freiburger Krämerzunft erwähnt. Allerdings erwarb er nie das Bürgerrecht der Stadt und erscheint im Übrigen 1556 auf der Liste der in Freiburg wohnenden Fremden. 1533 war er im Besitz von Geilers Haus am Besen- oder Hochzeitergässchen, im folgenden Jahr wurde er Fisch- und Heringbeschauer sowie Fischwart. Bei Geilers Tod 1534 stieg er zum halboffiziellen Bildhauer der Stadt auf. 1562 steht er auf dem ersten Platz der Mitgliederliste der Freiburger Lukasbruderschaft. Man weiss zudem, dass er verheiratet war und drei Kinder hatte, eine Tochter und zwei Söhne. Sein Sohn Franz war Schreiner und arbeitete mit seinem Vater zusammen. 1555 erlangte er das Freiburger Bürgerrecht und machte in der Stadt politische Karriere.
Gieng und seine Werkstatt belieferten die Region Freiburg mit zahlreichen Skulpturen in Holz und Stein. Als halboffizieller städtischer Bildhauer war er für alle Stöcke und Figuren der neuen Brunnen, die Ausstattung der öffentlichen Gebäude (Rathaus, Kanzlei) und die Herstellung der Wappentafeln für die Obrigkeit zuständig. Gelegentlich brachte er das Monogramm «HG» auf einem Werk an, so 1524 auf den Flügeln eines Retabels der Kirche von Ependes (heute im Philadelphia Art Museum und im Louvre in Paris), 1546 auf dem Wappenrelief des Zollhauses Sensebrück und 1545 auf dem Kindlifresserbrunnen in Bern.
Als Bildhauer lebte Gieng hauptsächlich in Freiburg. Er arbeitete aber auch in Bern (1540er Jahre), Solothurn (1554–1556/1557), Zürich und St. Gallen (1557).

## Stil
Die Skulpturen Giengs sind noch von den Arbeiten Geilers angeregt, besitzen aber eine grössere physische Präsenz und eine natürlichere Bewegung. Giengs neuer Sinn für das Körperliche ist markant: Die Proportionen sind korrekt, die Bewegung des Körpers stimmt mit jener der Gewänder überein. Aufgrund der zahlreichen Aufträge für Brunnenskulpturen war er immer wieder mit dem Thema der Freifigur konfrontiert. Die in dieser Hinsicht gelungenste Arbeit dürfte der Läuferbrunnen in Bern mit seiner subtilen Körperdrehung sein. Giengs Figuren zeigen zwar keinen Kontrapost nach antiker Art, doch besonders ausgeprägte gotische S-Schwünge.
Die männlichen Köpfe sind fast ausnahmslos durch einen breitrechteckigen Vollbart und eine kastenförmige Stirn gekennzeichnet. Die scharfe Kontur wird lediglich durch die gerundeten Backenknochen gedämpft. Wulstige Brauen, ein auf den Betrachter gerichteter Blick, eine kurze Nase mit breiten Flügeln, ein leicht geöffneter Mund und tiefe Falten prägen die Gesichter. Die weiblichen Köpfe sind von hochovaler Form und durch leicht geblähte Wangen gekennzeichnet. Die Nase ist schlank, und der Mund erscheint trotz voller Lippen schmal.
Die Bewegung der Figuren zeigt sich häufig in Gewandpartien, die wie von einem Luftstoss aufgewirbelt werden. Man findet vor allem die für die Renaissance typischen Parallelfalten wieder, aber auch Röhrenfalten oder seltener spätgotisches Knitterwerk, das sich an älteren Vorlagen zu orientieren scheint. Viel Wert wird auf die detaillierte Wiedergabe von Accessoires wie Schuhen, Gürteln und Kopfbedeckungen gelegt. Auffallend sind ständig wiederkehrende Motive wie die Knoten, die sowohl die Bänder der Frauen als auch die Strümpfe der Männer schmücken.

## Technik
Aus Giengs Werkstatt sind vor allem Steinskulpturen überliefert. Für Grabmäler, Wappentafeln und Bauschmuck verwendete er den Freiburger Sandstein, für die Skulpturen und Kapitelle der Brunnen jedoch den witterungsbeständigeren Neuenburger Kalkstein. Die Steinqualität ist stets gut.
Obwohl die Brunnenfiguren für eine freie Aufstellung geschaffen wurden, wird ihr Gleichgewicht im Allgemeinen durch eine Säule, einen Baumstrunk oder eine Begleitfigur gesichert. Anstückungen sind selten; meist handelt es sich um Accessoires aus Metall, wie Waffen, Fahnen, Federschmuck oder Helmzier, ferner die Zungen und das Gebiss der zahlreichen Löwen. Anstückungen in Stein sind Ausnahmen und erinnern an die Herstellung von Holzbildwerken.
Die Oberfläche von Giengs Skulpturen lässt sich nur noch in beschränktem Mass beurteilen, da sie durch regelmässige Reinigungen und Neufassungen stark beeinträchtigt wurde. Offensichtlich wurde die Oberfläche sorgfältig nachgeglättet, da Zahnmeisselspuren heute kaum mehr zu sehen sind. Eine differenzierte Gestaltung durch gezielten Einsatz strukturierender Werkzeuge ist bei Tierfellen oder Baumrinden zu beobachten.
Die Holzbildwerke stehen in der technischen Tradition der Geiler-Werkstatt: Sie weisen rückseitige Höhlung mit Schnitten quer zur Faser, Holzklötze zum Verschliessen von Durchbrüchen in der Holzschale, zahlreiche Überarbeitungen der Standfläche mit dem Hohleisen auf.

## Werke aus der Werkstatt Hans Giengs
in Freiburg

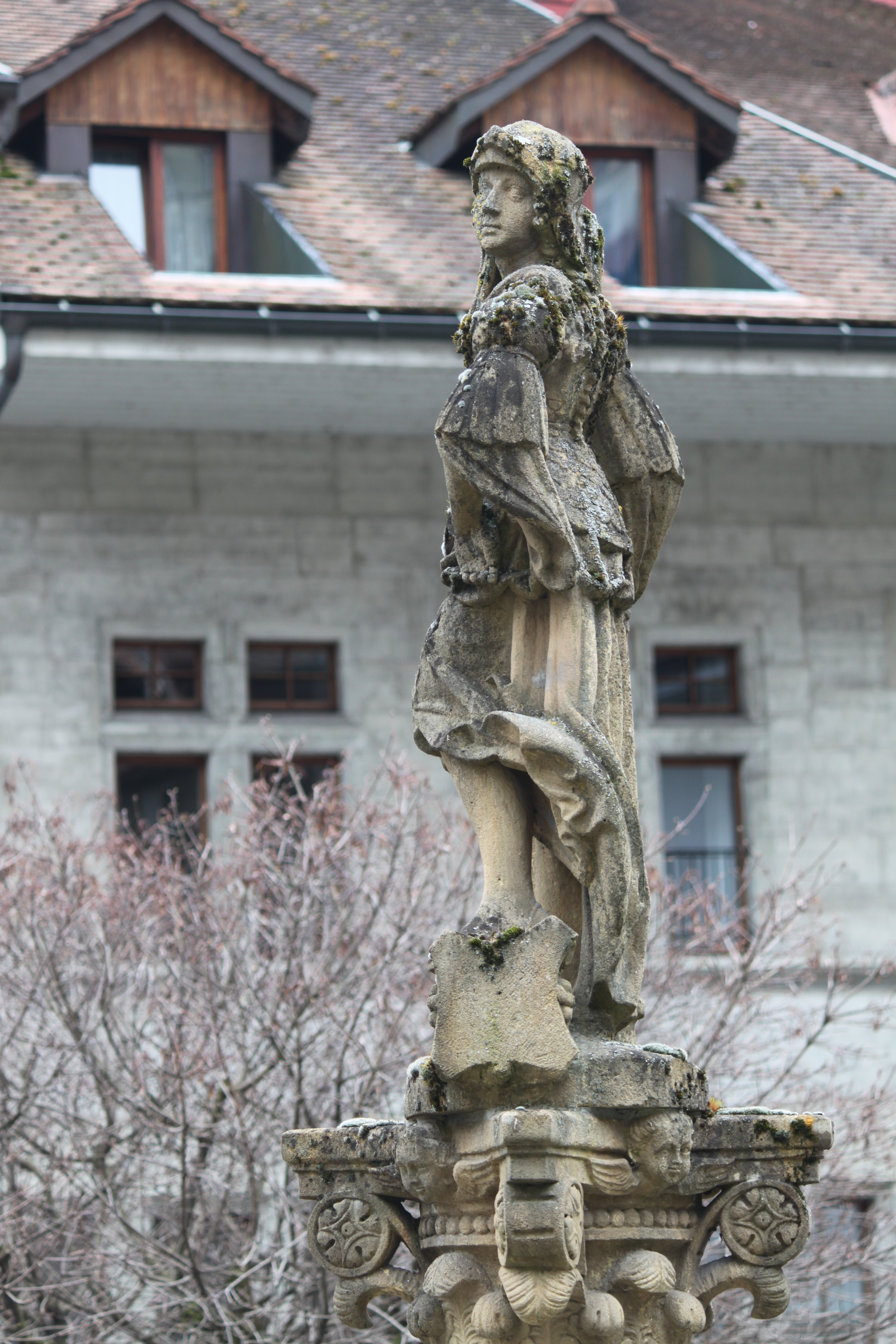
Stärkebrunnen von Hans Gieng, 1549–1550. Fortitudo (Stärke), eine der Kardinaltugenden, in Helm und Harnisch.

In dieser Stadt schuf Gieng insbesondere den Ratstisch für das Rathaus (1546) und die Figuren der sieben öffentlichen Brunnen (zwischen 1547 und 1560).
in Bern
In Bern schuf Gieng zwischen 1542 und 1546 die meisten öffentlichen Brunnen, wie beispielsweise den Vennerbrunnen (1542, zugeschrieben), den Gerechtigkeitsbrunnen (1543, zugeschrieben), den Simsonbrunnen (1544, zugeschrieben) oder den Läuferbrunnen (1545, zugeschrieben). Seine Gegenwart in der Stadt wird durch ein Dokument des Rats von 1543 belegt, laut dem «Meyster Hans, Bildhower, im grossen Spital z'Herbrig sin und an des spittelmeisters tisch ässen» würde.
Skulpturen
- Johannes-Schüssel, 1530–1560, Estavayer-le-Lac, Museum für Kunst und Geschichte Freiburg (MAHF 2464)
- Samaritanerin-Brunnen, 1549–1550, Samaritergasse, Original im Museum für Kunst und Geschichte Freiburg (MAHF 8828)[2]
- Hl. Christophorus, 1540–1550, Klein-St.-Johann-Platz, Freiburg, Original im Museum für Kunst und Geschichte Freiburg (MAHF 3173)
- Kindlifresserbrunnen, 1545, Kornhausplatz, Bern

Zuschreibungen
- Weitere Werke werden Gieng zugeschrieben, darunter Kruzifixe, Steinskulpturen in der Kirche von Tafers, verschiedene Statuen, Grabplatten und heraldische Motive.

## Kunsthistorische Einordnung
Nicht nur in technischer, sondern auch in formaler Hinsicht stehen Giengs Figuren in der Tradition der Geiler-Werkstatt. So übernimmt der Umhang des hl. Johannes des Täufers auf dem Freiburger Brunnen exakt die Drapierung von Geilers hl. Thomas des Estavayer-Blonay-Retabels. Die Vorlage dazu stammt aus der Weckmann-Werkstatt des späten 15. Jahrhunderts.
Giengs starke Verankerung in der Freiburger Tradition und seine Arbeit nach grafischen Vorlagen erschweren die Bestimmung seiner künstlerischen Herkunft. Der Bezug zur süddeutschen Renaissance liegt zwar auf der Hand, ist aber anhand konkreter Vergleichsbeispiele schwer nachzuweisen.
Die Skulpturen der Gieng-Werkstatt folgen weitgehend dem oberschwäbischen Parallelfaltenstil, der in den 1510er Jahren die Arbeiten der Werkstätten von Jörg Lederer und Hans Thoman prägte und seinen Ursprung in der oberitalienischen Renaissance des späten Quattrocento haben könnte. Der übersteigerte Schwung der Bewegung, der die Körper unter den Gewändern sichtbar macht, hat ebenfalls einen Bezug zu den Arbeiten der Thoman-Werkstatt und ganz allgemein zum oberschwäbischen Stil.
Schliesslich beruht die Qualität der Skulpturen aus der Gieng-Werkstatt weniger auf der Erfindungskraft des Bildhauers als auf seiner Fähigkeit, bereits vorhandene Figurenanlagen überzeugend umzusetzen. Auf diese Weise vermochte er sich als weitum anerkannter Bildhauer zu profilieren.

## Umfeld
In Freiburg sind für das 16. Jahrhundert fünf bedeutende Werkstätten bekannt, die vom Meister der grossen Nasen (1503–1508), Hans Roditzer (1504–1521), Martin Gramp (1508–1524), Hans Geiler (1513–1534) und Hans Gieng (1524–1562) geleitet wurden.